# فلويري برانش (جورجيا)
فلويري برانش (بالإنجليزية: Flowery Branch, Georgia)‏ هي بلدة تقع في مقاطعة هال، جورجيا بولاية جورجيا في الولايات المتحدة. تبلغ مساحتها 16.4 (كم²)، وترتفع عن سطح البحر 342 م، بلغ عدد سكانها 5679 نسمة في عام 2010 حسب إحصاء مكتب تعداد الولايات المتحدة .

## أعلام
- كونور شو
- ليزلي باسيت

## وصلات خارجية
- The US50 - Cities and Towns in Georgia State
- Georgia Cities and Towns, Facts, Map, Flag, Colleges, Government, and More